# Nothing New for Trash Like You
Nothing New for Trash Like You è un album in studio del gruppo ska-punk statunitense Against All Authority, pubblicato nel 2001.

## Tracce
1. Just an Obstruction – 1:32
2. That Way – 2:19
3. In On Your Joke (Christ On A Crutch cover) – 1:41
4. Bakunin – 2:18
5. Livin' In Miami – 1:52
6. When It Comes Down to You – 1:38
7. Nothing to Lose – 2:08
8. Haymarket Square – 2:13
9. Sacco & Vanzetti – 1:36
10. Alba – 1:55
11. Threat (The Pist cover) – 1:49
12. Hard As Fuck – 2:06
13. Centerfold (J. Geils Band cover) – 1:52
14. Above the Law – 2:49
15. We Won't Submit – 2:12
16. Court 22 – 2:10
17. Under Your Authority – 2:39
18. Ska Sucks (Propagandhi cover) – 1:34